# Merak (Sukamulya)
Merak is een bestuurslaag in het regentschap Tangerang van de provincie Banten, Indonesië. Merak telt 7129 inwoners (volkstelling 2010).